# نهر جاكاري غراندي
نهر جاكاري غراندي ( (بالبرتغالية: Rio Jacaré Grande‏) ) نهر ولاية بارا في شمال وسط البرازيل .
يرتفع نهر جاكاري غراندي في جزيرة ماراجو في منطقة الدلتا حيث نهر توكانتين و نهرالأمازون في المحيط الأطلسي. وهو موجود داخل منطقة حماية أرخبيل ماراجو .